# DSV-Pokal 2012/13
Der DSV-Pokal 2012/13 war die 41. Austragung des Wasserballpokalwettbewerbs der Herren. Er begann am 13. Oktober 2012 mit der 1. Runde und endete mit dem Sieg vom ASC Duisburg im Finale über den Titelverteidiger Wasserfreunde Spandau 04. Für Duisburg war es nach 1972, 1989 und 2010 der vierte Pokalerfolg.

## Teilnehmende Mannschaften
Für den DSV-Pokal hatten sich folgende 32 Mannschaften qualifiziert:
| Deutsche Wasserball-Liga 15 Vereine der Saison 2011/12 | 2. Wasserball-Liga Landesgruppen der Saison 2011/12 | Oberliga aus der Saison 2011/12                                                               |
| Plätze 1 – 8 - Wasserfreunde Spandau 04 (TV) - ASC Duisburg - Waspo 98 Hannover - SV Bayer Uerdingen 08 - OSC Potsdam - SV Weiden - SC Wedding Berlin - SV Cannstatt Plätze 10 – 16 - SSV Esslingen - SV Krefeld 72 - SG Neukölln Berlin - Wasserball-Union Magdeburg - Duisburger SV 98 - SpVg Laatzen - SGW Köln | Nord - White Sharks Hannover - Poseidon Hamburg - Hellas 1899 Hildesheim Ost - SVV Plauen - SC Chemnitz 1892 - SV Zwickau 04 West - SGW Rote Erde/SV Brambauer - Düsseldorfer SC 1898 - Wasserfreunde Wuppertal Süd - SC Neustadt - SC Wasserfreunde Fulda - SGW Leimen/Mannheim - SV Ludwigsburg 08 - WSV Vorwärts Ludwigshafen | Oberliga Sachsen - SV Lokomotive Görlitz Thüringenliga - SV Halle Oberliga West - SV Lünen 08 |

## Modus
Der Sieger im DSV-Pokal, wurde nach dem K.-o.-System ermittelt. Die Paarungen wurden vor jeder Runde ausgelost, wobei unterklassige Vereine Heimrecht hatten. Endete ein Spiel nach regulärer Spielzeit unentschieden, kam es zu einer Verlängerung. War das Spiel auch nach der Verlängerung nicht entschieden, wurde der Sieger durch Fünfmeterwerfen ermittelt.

## 1. Runde
In der ersten Runde starteten die qualifizierten Mannschaften aus den Landesgruppen der 2. Wasserball-Liga sowie alle unterklassigen Vereine aus der Saison 2011/12.
| Datum               |                           | Ergebnis |                            |
| ------------------- | ------------------------- | -------- | -------------------------- |
| Sa 13.10. 16:00 Uhr | SV Lokomotive Görlitz     | 08:17    | SC Neustadt                |
| Sa 13.10. 18:30 Uhr | WSV Vorwärts Ludwigshafen | 22:15    | SV Zwickau 04              |
| Sa 13.10. 19:00 Uhr | SV Halle                  | 04:19    | Düsseldorfer SC 1898       |
| Sa 13.10. 19:00 Uhr | Wasserfreunde Wuppertal   | 14:50    | SC Chemnitz 1892           |
| Sa 13.10. 19:00 Uhr | SV Ludwigsburg 08         | 08:10    | SGW Rote Erde/SV Brambauer |
| Sa 13.10. 19:15 Uhr | SV Lünen 08               | 08:11    | Hellas 1899 Hildesheim     |
| Sa 13.10. 20:00 Uhr | SGW Leimen/Mannheim       | 12:21    | White Sharks Hannover      |
| So 14.10. 13:00 Uhr | Poseidon Hamburg          | 17:90    | SC Wasserfreunde Fulda     |

## 2. Runde
In der zweiten Runde gesellten sich zu den acht Siegern der ersten Runde, der SVV Plauen und jene Mannschaften aus der Deutschen Wasserball-Liga die in der Saison 2011/12 die Plätze 10 bis 16 belegten.
| Datum               |                            | Ergebnis |                            |
| ------------------- | -------------------------- | -------- | -------------------------- |
| Sa 03.11. 16:00 Uhr | SpVg Laatzen               | 07:12    | SV Krefeld 72              |
| Sa 03.11. 16:30 Uhr | Hellas 1899 Hildesheim     | 09:13    | Düsseldorfer SC 1898       |
| Sa 03.11. 18:00 Uhr | SC Neustadt                | 7:8      | White Sharks Hannover      |
| Sa 03.11. 18:30 Uhr | SGW Rote Erde/SV Brambauer | 06:10    | SG Neukölln Berlin         |
| Sa 03.11. 18:30 Uhr | WSV Vorwärts Ludwigshafen  | 08:19    | Duisburger SV 98           |
| Sa 03.11. 19:00 Uhr | Wasserfreunde Wuppertal    | 8:9      | SGW Köln                   |
| So 04.11. 15:00 Uhr | Poseidon Hamburg           | 04:13    | SSV Esslingen              |
| Sa 10.11. 16:00 Uhr | SVV Plauen                 | 7:9      | Wasserball-Union Magdeburg |

## Achtelfinale
Ab dem Achtelfinale stiegen die acht besten Mannschaften der Deutschen Wasserball-Liga aus der Saison 2011/12 in den Wettbewerb ein.
| Datum               |                       | Ergebnis |                            |
| ------------------- | --------------------- | -------- | -------------------------- |
| Sa 16.02. 16:30 Uhr | SV Bayer Uerdingen 08 | 10:00    | Wasserball-Union Magdeburg |
| Sa 16.02. 17:30 Uhr | Düsseldorfer SC 1898  | 03:24    | ASC Duisburg               |
| Sa 16.02. 18:00 Uhr | SGW Köln              | 07:21    | Waspo 98 Hannover          |
| Sa 16.02. 18:00 Uhr | White Sharks Hannover | 06:16    | Wasserfreunde Spandau 04   |
| Sa 16.02. 18:00 Uhr | SV Weiden             | 09:10    | OSC Potsdam                |
| So 17.02. 13:00 Uhr | SG Neukölln Berlin    | 02:12    | SSV Esslingen              |
| So 17.02. 18:00 Uhr | SV Krefeld 72         | 10:80    | Duisburger SV 98           |
| So 03.03. 16:00 Uhr | SC Wedding Berlin     | 6:7      | SV Cannstatt               |

1. ↑  Magdeburg trat wegen personeller Probleme (Grippewelle) nicht an.; Wertung: 10:0 für Uerdingen

## Viertelfinale
| Datum               |                       | Ergebnis |                          |
| ------------------- | --------------------- | -------- | ------------------------ |
| Sa 09.03. 16:30 Uhr | Waspo 98 Hannover     | 5:8      | Wasserfreunde Spandau 04 |
| Sa 09.03. 18:00 Uhr | ASC Duisburg          | 11:00    | SV Cannstatt             |
| So 10.03. 13:00 Uhr | SV Bayer Uerdingen 08 | 10:90    | SSV Esslingen            |
| So 10.03. 18:00 Uhr | SV Krefeld 72         | 11:80    | OSC Potsdam              |

## Finalrunde inKrefeld

### Halbfinale
| Datum               |                       | Ergebnis |                          |
| ------------------- | --------------------- | -------- | ------------------------ |
| Sa 18.05. 17:30 Uhr | SV Bayer Uerdingen 08 | 05:10    | ASC Duisburg             |
| Sa 18.05. 19:00 Uhr | SV Krefeld 72         | 03:17    | Wasserfreunde Spandau 04 |

### Spiel um Platz 3
| Datum               |                       | Ergebnis |               |
| ------------------- | --------------------- | -------- | ------------- |
| So 19.05. 16:30 Uhr | SV Bayer Uerdingen 08 | 8:3      | SV Krefeld 72 |

### Finale
| ASC Duisburg | ASC Duisburg | Wasserfreunde Spandau 04 | Wasserfreunde Spandau 04 |
| | Finale Sonntag, 19. Mai 2013 um 18:15 Uhr in Krefeld (Bayer-Traglufthalle am Waldsee) Ergebnis: 9:6 (4:2,1:1,2:1,2:2) Schiedsrichter: Marcella Mauss, Michael Schmälzger Spielerstatistik                                           |                          |                          |
| Moritz Schenkel, Tim-Ole Fischer – Dennis Eidner, Manuel Grohs, Julian Real, Till Rohe, Konstantinos Gouvis, Sven Roeßing, Tobias Kreuzmann , Yannik Zilken, Paul Schüler, Jan Obschernikat, Christian Theis Trainer: Arno Troost               | Alexander Tchigir, Tim Höhne – Erik Bukowski, Fabian Schroedter, David Kleine, Hannes Schulz, Marc Politze , Marin Restović, Erik Miers, Andreas Schlotterbeck, Mateo Ćuk, Maurice Jüngling, Marko Stamm Trainer: Nebojša Novoselac |                          |                          |
| 1:0 Tobias Kreuzmann (1:09) 2:1 Jan Obschernikat (3:38) 3:1 Dennis Eidner (4:10) 4:2 Tobias Kreuzmann (6:21) 5:3 Sven Roeßing (10:51) 6:4 Yannik Zilken (19:33) 7:4 Tobias Kreuzmann (21:38) 8:4 Dennis Eidner (24:17) 9:6 Paul Schüler (28:24) | 1:1 Fabian Schroedter (3:17) 3:2 Mateo Ćuk (4:34) 4:3 Marin Restović (10:24) 5:4 Erik Bukowski (16:51) 8:5 Marko Stamm (24:45) 8:6 Marko Stamm (27:44)                                                                              |                          |                          |
| Arno Troost (27:36) | |                          |                          |